# Jean-Baptiste Joseph Noël Borrel
Pour les articles homonymes, voir Borrel.
Jean-Baptiste Joseph Noël Borrel, né le 25 décembre 1755 à Toulouse, Mort le 29 juin 1819 à Paris, est un général français de la Révolution et de l’Empire.

## Biographie
Borrel entre au service le 3 juin 1772 comme gendarme de la garde du roi, et quitte le corps par réforme le 30 septembre 1787.
Élu officier dans la garde nationale de Versailles le 17 juillet 1789, il sert dans cette milice jusqu'à la fin de 1792. Adjudant-général chef de bataillon surnuméraire le 2 avril 1793, et titulaire le 15 mai suivant, il est employé le même jour en qualité de commissaire du pouvoir exécutif à l'armée des Pyrénées-Orientales. Suspendu de ses fonctions en septembre, en vertu d'une mesure générale prise contre les nobles, il fait, comme volontaire, avec autorisation du Comité de salut public, et auprès du représentant du peuple Joseph-Étienne Projean, la campagne d'hiver de l'an III à l'armée des Pyrénées-Orientales, et se trouve au siège de Roses et aux combats de Baslara de Cistella.
Adjudant-général chef de brigade le 25 prairial an III, et employé en cette qualité dans la 17e division militaire à Paris, il accompagne au mois de frimaire an IV le général Pérignon dans son ambassade en Espagne.
De retour en France, il est employé dans son grade le 9 prairial an IV à l'armée de l'Intérieur sous les ordres des généraux Menou et Bonaparte, et décoré au mois de messidor suivant de la plaque de vétéran. Réformé le 18 floréal an VII, il prend part aux journées des 18 et 19 brumaire an VIII, et reçoit du premier Consul un sabre de la manufacture de Versailles en récompense de sa conduite. Nommé le 12 frimaire suivant président du 1er conseil de guerre de la 17e division militaire, il remplit simultanément les fonctions de son grade d'adjudant-général à l'état-major de la même division, et rentre en activité le 14 germinal an IX.
De nouveau en non-activité le 1er ventôse an X, et disponible le 1er vendémiaire an XI, il est employé le 18 nivôse an XII dans la 1re division militaire. Membre et officier de la Légion d'honneur le 15 pluviôse et le 25 prairial de la même année, il continue de servir à la 1re division militaire jusqu'au 30 octobre 1806.
Appelé à cette époque à la Grande Armée, il fait la fin de la campagne de Prusse en 1806 et celle de Pologne en 1807. Élevé au grade de général de brigade le 22 octobre 1808, étant à Berlin, il passe le 14 novembre suivant au commandement du département de la Lys. Chef d'état-major de l'armée de la Tête-de-Flandre en 1809, et créé baron de l'Empire, il est de nouveau désigné en 1810 pour prendre le commandement du département de la Lys, commandement qu'il garde jusqu'en 1814.
Louis XVIII lui confie celui de Seine-et-Marne le 8 juin 1814, le fait chevalier de Saint-Louis le 20 août, et l'admet à la retraite le 24 décembre. 
Retiré à Paris, il meurt le 29 juin 1819.

## Armoiries
| Figure | Blasonnement |
|        | Armes du baron Borrel et de l'Empire (décret du 19 mars 1808, lettres patentes du 29 juin 1808 (Bayonne)) De sinople; au mouton passant, la tête contournée d'argent, surmonté de trois étoiles d'or rangées en fasce et en chef, franc quartier des barons sortis de l'armée. Livrées : jaune, blanc, rouge et verd; le verd dans les bordures seulement. |